# Delectona ciconiae
Delectona ciconiae är en svampdjursart som beskrevs av Bavestrello, Calcinai och Sarà 1996. Delectona ciconiae ingår i släktet Delectona och familjen Alectonidae. Inga underarter finns listade i Catalogue of Life.